# ジョン・グラム
ジョン・グラム（John Roderick Graham）は、アメリカ合衆国バージニア出身の作曲家、編曲家、指揮者。

## 来歴
バージニア州シャーロッツビルで生まれ。幼少期にイギリスのサリーにあるチャーターハウス・スクールで歌とオーケストラの作曲を学びはじめ、伝統的なオーケストラ音楽を勉強しつつも、バンドで歌と演奏を始める。卒業後、ウィリアムズ大学 、スタンフォード大学 、UCLAで映画音楽を学び、ワーナー・ブラザースの専属オーケストレーターとして数多くのハリウッド映画音楽の編曲とオーケストレーションを手がける。高度なオーケストレーションと独自の制作手法を用いて、近代的なハリウッド・サウンドを紡ぎだすベテラン作曲家としてハリウッド映画音楽業界でも一目置かれる存在である。
リック・ジェイコブソン監督の映画『フルコンタクト』で作曲家デビュー後、数々の映画、テレビドラマ、アニメーション、ゲームの音楽を担当。代表作は『ファイナルファンタジーXV：Kingsglaive』、ワーナー・ブラザーズ・アニメーション『シルベスター&トゥイーティー ミステリー』、『ビッチ・スラップ 危険な天使たち』、ミシガン州映画祭最優秀音楽賞を受賞した『Alleged』、ベストサウンドトラックアルバム賞を受賞した『Long Flat Balls II』など。またジェームズ・ブロリンの作品や『アバター』『復讐捜査線』『くもりときどきミートボール』『ナイト ミュージアム2』『ベンジャミン・バトン 数奇な人生』『ハムナプトラ3 呪われた皇帝の秘宝』などの映画の予告編音楽も手がける。
2020年の大河ドラマ『麒麟がくる』の音楽を担当した。2025年にも『べらぼう〜蔦重栄華乃夢噺〜』の音楽を担当する。

## 作品一覧

### 映画
- Firehawk (1993年)
- Full Contact (1993年)
- Dragon Fire (1993年)
- The Unborn II (1994年)
- Bloodfist VI: Ground Zero (1995年)
- アメリカン・バイオレンス (1996年)
- My Brother's War (1997年)
- Southern Cross (1999年)
- Bad Girl Island (2007年)
- The American Standards (2008年)
- Long Flat Balls II  (2008年)
- Women in White (2009年)
- Paranoia (2009年)
- ビッチ・スラップ 危険な天使たち (2009年)
- Alleged (2010年)
- THE FORGER 天才贋作画家 最後のミッション (2014年、アディショナル・ミュージック)
- ファイナルファンタジーXV：Kingsglaive (2016年)
- ロイヤル・トリートメント (2022年)

### テレビドラマ
- Kissing Miranda (1995年)
- Royal Hearts (2018年)
- 麒麟がくる (2020年)
- べらぼう〜蔦重栄華乃夢噺〜 (2025年)

### アニメーション
- Suspect Device (1995年)
- クワック・パック (1996年)
- Them (1996年)
- シルベスター&トゥイーティー ミステリー (1996年 - 1999年)
- The Spooktacular New Adventures of Casper (1997年)
- Pensacola: Wings of Gold (1997年 - 1998年)
- 東京喰種トーキョーグール (2014年、編曲)

### ゲーム
- ブラッドマスク (2013年)
- ガンダム バトルオペレーション ネクスト (2015年、編曲)
- Total War Battles: Kingdom (2015年)
- ファイナルファンタジーXV (2016年、編曲)
- メビウス ファイナルファンタジー (2016年、録音監修・指揮)
- Total War Saga: Throne of Britannia (2018年)
- デビルメイクライ5 (2019年、編曲)